# 200 meter ryggsim för herrar i simning vid olympiska sommarspelen 2024
Herrarnas 200 meter ryggsim vid olympiska sommarspelen 2024 avgjordes mellan den 31 juli och 1 augusti 2024 i Paris La Défense Arena.

## Rekord
Före tävlingarna gällde dessa rekord:
| Världsrekord     | Aaron Peirsol (USA)  | 1.51,92 | Rom, Italien | 31 juli 2009 |
| Olympiskt rekord | Jevgenij Rylov (ROC) | 1.53,27 | Tokyo, Japan | 30 juli 2021 |

## Schema
Alla tiderna är UTC+2.
| Datum          | Tid   | Omgång      |
| -------------- | ----- | ----------- |
| 31 juli 2024   | 10:00 | Försöksheat |
| 31 juli 2024   | 19:37 | Semifinaler |
| 1 augusti 2024 | 17:30 | Final       |

## Resultat

### Försöksheat
Simmarna med de 16 bästa tiderna gick vidare till semifinalerna.
| Placering | Heat | Bana | Simmare              | Nation         | Tid     | Noteringar |
| --------- | ---- | ---- | -------------------- | -------------- | ------- | ---------- |
| 1         | 3    | 5    | Roman Mityukov       | Schweiz        | 1.56,62 | 0Q0        |
| 2         | 4    | 2    | Lukas Märtens        | Tyskland       | 1.56,89 | 0Q0        |
| 3         | 2    | 6    | Pieter Coetze        | Sydafrika      | 1.56,92 | 0Q0        |
| 4         | 4    | 4    | Hubert Kós           | Ungern         | 1.57,01 | 0Q0        |
| 5         | 3    | 4    | Ryan Murphy          | USA            | 1.57,03 | 0Q0        |
| 6         | 2    | 4    | Hugo González        | Spanien        | 1.57,08 | 0Q0        |
| 7         | 2    | 7    | Apostolos Christou   | Grekland       | 1.57,18 | 0Q0        |
| 8         | 3    | 7    | Hidekazu Takehara    | Japan          | 1.57,23 | 0Q0        |
| 9         | 4    | 3    | Apostolos Siskos     | Grekland       | 1.57,26 | 0Q0        |
| 10        | 3    | 2    | Lee Ju-ho            | Sydkorea       | 1.57,39 | 0Q0        |
| 11        | 4    | 5    | Keaton Jones         | USA            | 1.57,54 | 0Q0        |
| 12        | 4    | 7    | Oliver Morgan        | Storbritannien | 1.57,56 | 0Q0        |
| 13        | 3    | 3    | Mewen Tomac          | Frankrike      | 1.57,62 | 0Q0        |
| 14        | 2    | 1    | Thomas Ceccon        | Italien        | 1.57,69 | 0Q0        |
| 15        | 2    | 2    | Yohann Ndoye-Brouard | Frankrike      | 1.57,92 | 0Q0        |
| 16        | 4    | 6    | Ádám Telegdy         | Ungern         | 1.57,98 | 0Q0        |
| 17        | 3    | 1    | Ksawery Masiuk       | Polen          | 1.58,01 |            |
| 18        | 1    | 4    | Se-Bom Lee           | Australien     | 1.58,30 |            |
| 19        | 4    | 8    | Blake Tierney        | Kanada         | 1.58,39 |            |
| 20        | 3    | 6    | Oleksandr Zjeltiakov | Ukraina        | 1.58,41 |            |
| 21        | 1    | 5    | Kane Follows         | Nya Zeeland    | 1.58,63 |            |
| 22        | 1    | 3    | David Gerchik        | Israel         | 1.58,79 |            |
| 23        | 2    | 8    | Kai van Westering    | Nederländerna  | 1.58,99 |            |
| 24        | 3    | 8    | Matteo Restivo       | Italien        | 1.59,05 |            |
| 25        | 2    | 3    | Bradley Woodward     | Australien     | 2.00,50 |            |
| 26        | 1    | 6    | Yeziel Morales       | Puerto Rico    | 2.00,60 |            |
| 27        | 1    | 2    | Ziyad Saleem         | Sudan          | 2.01,44 |            |
| 28        | 1    | 7    | Denilson Cyprianos   | Zimbabwe       | 2.01,91 | 0NR0       |
| 29        | 2    | 5    | Xu Jiayu             | Kina           | 0DNS0   |            |
| 29        | 4    | 1    | Luke Greenbank       | Storbritannien | 0DSQ0   |            |

### Semifinaler
Simmarna med de 8 bästa tiderna gick vidare till final.
| Placering | Heat | Bana | Simmare              | Nation         | Tid     | Noteringar |
| --------- | ---- | ---- | -------------------- | -------------- | ------- | ---------- |
| 1         | 1    | 5    | Hubert Kós           | Ungern         | 1.55,96 | 0Q0        |
| 2         | 2    | 4    | Roman Mityukov       | Schweiz        | 1.56,05 | 0Q0        |
| 3         | 2    | 5    | Pieter Coetze        | Sydafrika      | 1.56,09 | 0Q0        |
| 4         | 1    | 4    | Lukas Märtens        | Tyskland       | 1.56,33 | 0Q0        |
| 4         | 2    | 6    | Apostolos Christou   | Grekland       | 1.56,33 | 0Q0        |
| 6         | 2    | 7    | Keaton Jones         | USA            | 1.56,39 | 0Q0        |
| 7         | 2    | 1    | Mewen Tomac          | Frankrike      | 1.56,43 | 0Q0        |
| 8         | 1    | 3    | Hugo González        | Spanien        | 1.56,52 | 0Q0        |
| 9         | 1    | 1    | Thomas Ceccon        | Italien        | 1.56,59 |            |
| 10        | 2    | 3    | Ryan Murphy          | USA            | 1.56,62 |            |
| 11        | 1    | 2    | Lee Ju-ho            | Sydkorea       | 1.56,76 |            |
| 12        | 1    | 7    | Oliver Morgan        | Storbritannien | 1.57,28 |            |
| 13        | 1    | 8    | Ádám Telegdy         | Ungern         | 1.57,58 |            |
| 14        | 2    | 2    | Apostolos Siskos     | Grekland       | 1.57,77 |            |
| 15        | 1    | 6    | Hidekazu Takehara    | Japan          | 1.58,03 |            |
| 16        | 2    | 8    | Yohann Ndoye-Brouard | Frankrike      | 1.58,65 |            |

### Final
| Placering | Bana | Simmare            | Nation    | Tid     | Noteringar |
| --------- | ---- | ------------------ | --------- | ------- | ---------- |
| 1         | 4    | Hubert Kos         | Ungern    | 1.54,26 |            |
| 2         | 2    | Apostolos Christou | Grekland  | 1.54,82 | 0NR0       |
| 3         | 5    | Roman Mityukov     | Schweiz   | 1.54,85 | 0NR0       |
| 4         | 1    | Mewen Tomac        | Frankrike | 1.55,38 | 0NR0       |
| 5         | 7    | Keaton Jones       | USA       | 1.55,39 |            |
| 6         | 8    | Hugo González      | Spanien   | 1.55,47 |            |
| 7         | 3    | Pieter Coetze      | Sydafrika | 1.55,60 | 0AR0       |
| 8         | 6    | Lukas Märtens      | Tyskland  | 1.55,97 |            |